# Ana Villamil Icaza
Ana Villamil Icaza (Guayaquil, 19 de gener de 1852 - 23 d'octubre de 1916) va ser una compositora, artista i professora particular de piano i cant equatoriana.

## Biografia
El seu pare Francisco Villamil y Garaicoa va ser filla del prócer José de Villamil i d'Isabel María de Icaza y Paredes, filla de Francisco de Paula Icaza i d'Isabel Paredes y Olmedo; neboda del poeta, i filla al seu torn de Magdalena, germana de José Joaquín de Olmedo.
Va treballar com a mestra de música en escoles municipals de la seva ciutat. Va viure a la ciutat de Guayaquil als carrers 10 d'agost i Chimborazo, on també va morir el 23 d'octubre de 1916. Aquesta casa és considerada patrimoni per aquest fet.

### Obres
Inspirada en el prócer de la independència José Joaquín Olmedo, va compondre la cançó que posteriorment es reconeixeria com l'Himne a Guayaquil.

## Reconeixements
- Mitjançant una ordenança aprovada el dilluns 8 de juliol de 1918, el Municipi de la ciutat va adoptar la seva cançó dedicada al 9 d'Octubre i la va declarar oficialment l'Himne de Guayaquil.[5]
- La casa on va residir la compositora, la construcció de la qual es remunta al segle xix, és considerada patrimoni i actualment porta una placa recordatòria en la seva memòria.
- A la ciutat de Guayaquil, un centre d'educació du el seu nom com a Escola d'Educació Bàsica Fiscal.
- Com a descendent dels pròcers de la independència de Guayaquil i com a compositora de l'Himne d'aquesta ciutat, un carrer de Quito, situat en el sector nord, porta el seu nom.